# Thaddeus Hyatt
Pour les articles homonymes, voir Hyatt.
Thaddeus Hyatt est un industriel et abolitionniste américain né le 21 juillet 1816 à Rahway, New Jersey et mort le 25 juillet 1901 dans sa maison de Sandown, île de Wight. Pionnier du béton armé aux Etats-Unis, il est le promoteur du « béton translucide. »

## Les trois vies de Thaddeus Hyatt

### Industriel à New York
Avant ses quarante ans, il est déjà un industriel prospère à New York après avoir inventé un procédé de fabrication de pavés en verre translucide qu'il a breveté en 1845.

### Lutte pour l'abolition de l'esclavage
Dans les années 1850, Thaddeus Hyatt va s'intéresser et participer à la lutte pour l'abolition de l'esclavage.
En 1854, deux nouveaux Territoires sont créés à partir de l'ancien territoire du Missouri, le Kansas et le Nebraska. Le Missouri est un État pro-esclavage. Entre pro et anti esclavage, les nouveaux citoyens des nouveaux territoires peuvent choisir. Pour fixer ce choix, chaque clan tente de développer l'implantation des immigrants pro ou anti-esclavagistes.
En 1855, des "Borders Ruffians" du Missouri envahirent le Kansas durant la première élection menée dans le territoire et imposèrent une législature esclavagiste. Ce vote sera cassé plus tard.
En 1856, il va participer au soutien à l'établissement d'immigrants anti-esclavagistes au Kansas pour faire de cet État un "free state". Il est le président d'un groupe qui lève des fonds pour y installer des colons, le "National Kansas Commitee". Le groupe dirigé par Hyatt avait réussi à réunir plus de 100 000 $ pour ses opérations. Il semble que dans cette opération de soutien, Thaddeus Hyatt n'oubliait pas de défendre ses intérêts personnels.
La même année, le gouverneur du Kansas, John W. Geary, écrivit une lettre à William L. Marcy, Secrétaire d'État des États-Unis, décrivant le rôle personnel de Hyatt dans le soutien social : "Une partie de ces quelque quatre-vingt dix hommes, constituant une bande désorganisée, ont été pris en charge par Thaddeus Hyatt, en leur fournissant provisions et outils, pour fonder la ville de Hyattville (comté d'Anderson) … Ces personnes sans travail avaient de fortes chances de devenir une charge pour la ville de Lawrence, et M. Hyatt projeta de leur fournir du travail et leur évita de tomber dans les travers dus à l'indolence et au vice".
C'est probablement à cette époque qu'il fit la rencontre de John Brown qui était venu s'installer au Kansas en octobre 1855.
En 1859, John Brown projette de provoquer un soulèvement d'esclaves : avec l'aide de quelques partisans, il s’empare d’un arsenal fédéral en Virginie, après le raid de Harper's Ferry, pour lancer l’insurrection (16 octobre 1859). La révolte tourne au désastre : aucun esclave ne le rejoint et Brown est grièvement blessé de plusieurs balles, deux de ses fils sont tués. Il est arrêté et, après une parodie de procès, condamné et pendu le 2 décembre 1859.
Thaddeus Hyatt leva alors des fonds pour soutenir la veuve de John Brown.
Le 23 février 1860, le Sénat somma Thaddeus Hyatt de se présenter devant un comité sénatorial. Après quelques jours de réflexion, il refusa de déposer devant le comité. Le 12 mars 1860, à la suite de ce refus, il est emprisonné pendant trois mois à la prison du Capitol,à Washington.
L'approche de la guerre de Sécession va conduire à déclarer la procédure sans objet et à le libérer. Il aura profité de ce temps pour rédiger quelques articles.
À sa sortie, il va s'occuper de trouver des fonds pour aider des colons du Kansas dont les fermes avaient été détruites par deux années de sécheresse. Parmi tous les textes qu'il écrivit à l'époque pour soutenir les fermiers du Kansas, le texte de 68 pages intitulé The Prayer of Thaddeus Hyatt to James Buchanan, President of the United States in Behalf of Kansas. La qualité du rapport de Hyatt, combinant statistiques sur la sécheresse et récits de témoins oculaires fit une forte impression qui amena le Président des États-Unis, James Buchanan, à contribuer au fonds de soutien social pour 100 $, assurant ainsi son succès.
29 janvier 1861, le territoire du Kansas devient le 34e État des États-Unis d'Amérique. Il y est admis comme État anti-esclavagiste (free state).
12 avril 1861, début de la guerre de Sécession.
En août 1861, il est nommé consul des États-Unis à La Rochelle. Il y restera jusqu'en 1865. Au cours d'une de ses visites à Paris, il sera arrêté parce qu'on l'avait pris pour Garibaldi, probablement à cause d'une certaine ressemblance.
9 avril 1865, reddition du général Lee à Appomattox. Fin de la Guerre de Sécession.
14 avril 1865, assassinat d'Abraham Lincoln.
26 avril 1865, les dernières troupes rebelles qui refusaient de se rendre, capitulent.
En 1865, Thaddeus Hyatt quitte son poste de consul des États-Unis à La Rochelle.

### Constructeur en béton armé à Londres et aux États-Unis
Après avoir construit en 1873 une usine  New York pour exploiter son invention sur les pavés de verre translucide, il vient construire une usine à Londres, rue Farrington en 1874. À la différence de New York où il avait utilisé des poutres en bois de son invention pour monter  la structure de son usine, il va à Londres construire en utilisant des fers enrobés de béton. Avant cela il fait un certain nombre de recherches dans l'atelier de David Kirkaldy, à Londres.
Ces recherches sont faites par Hyatt sur l'adhérence acier - béton, les coefficients de dilatation des deux matériaux et leurs coefficients d'élasticité.
Hyatt découvre aussi la résistance au feu du béton armé quand l'armature est complètement noyée dans le béton. Pour le démontrer, il a construit à Londres une maison où il a mis le feu.
En 1877 il publie les résultats de ces essais dans An account of some experiments with Portland-Cement-Concrete combined with iron, as a building material, with reference to economy of metal in construction, and for security against fire in the making of roofs, floors and walking surfaces - London, at the Chickwick Press.
En 1878, Hyatt découvre qu'"avec des fers ronds ou plats, on peut exécuter des dalles, des poutres ou des coques en béton en ciment en n'utilisant le fer que dans des zones tendues".
Le 16 juillet 1878, Thaddeus Hyatt dépose un brevet sur l'amélioration de la construction de dalles, toits, dallages, … utilisant du ciment hydraulique ou béton en combinaison avec des fils ou barres métalliques scellés à l'intérieur en améliorant leur rugosité pour prévenir leur glissement (patent no 206,112). L'antériorité de ce brevet a fait l'objet d'un procès de Thaddeus Hyatt contre Ernest L. Ransome en 1895.
Il a aussi fait la promotion des poutres en béton armé en T et montré que le béton armé était aussi intéressant pour les ponts.
Le 4 février 1881, Thaddeus Haytt dépose un brevet intitulé « Perfectionnement apporté aux ossatures métalliques combinées à des matières plastiques ou à des bétons et disposées dans certains cas pour recevoir des vitrages qui laissent passer la lumière, le tout appliqué à la construction des édifices et des surfaces sur lesquelles on marche ».
La 6 avril 1881, brevet no 142166 déposé par Hyatt « Système d'armatures métalliques destinées à être employées dans la fabrication des tuyaux, réservoirs et autres articles en terre, faïence, poterie, béton ».
Construction en 1886 de l'immeuble du 63 Lincoln's Inn Fields à Londres en utilisant le brevet de Thaddeus Hyatt sur les planchers en béton armé.
Dans cette phase de la vie de Hyatt, il a fait 43 voyages entre les États-Unis et le Royaume-Uni.

## Publication
- Thaddeus Hyatt, An account of some experiments with Portland-cement-concrete combined with iron, as a building material, with reference to economy of metal, and for security against fire in the making of roofs, floors, and walking surfaces, Chiswick Press, London, 1877 (lire en ligne)